# Villiers-sur-Suize
Villiers-sur-Suize település Franciaországban, Haute-Marne megyében. Lakosainak száma 258 fő (2022. január 1.). Villiers-sur-Suize Faverolles, Leffonds, Marac és Marnay-sur-Marne községekkel határos.

## Népesség
A település népessége az elmúlt években az alábbi módon változott:
| Lakosok száma | 236  | 225  | 261  | 236  | 278  | 273  | 263  | 263  | 265  | 258  |
|               | 1968 | 1982 | 1990 | 2006 | 2013 | 2015 | 2017 | 2019 | 2020 | 2022 |